# Sergej Karjakin (šachista)

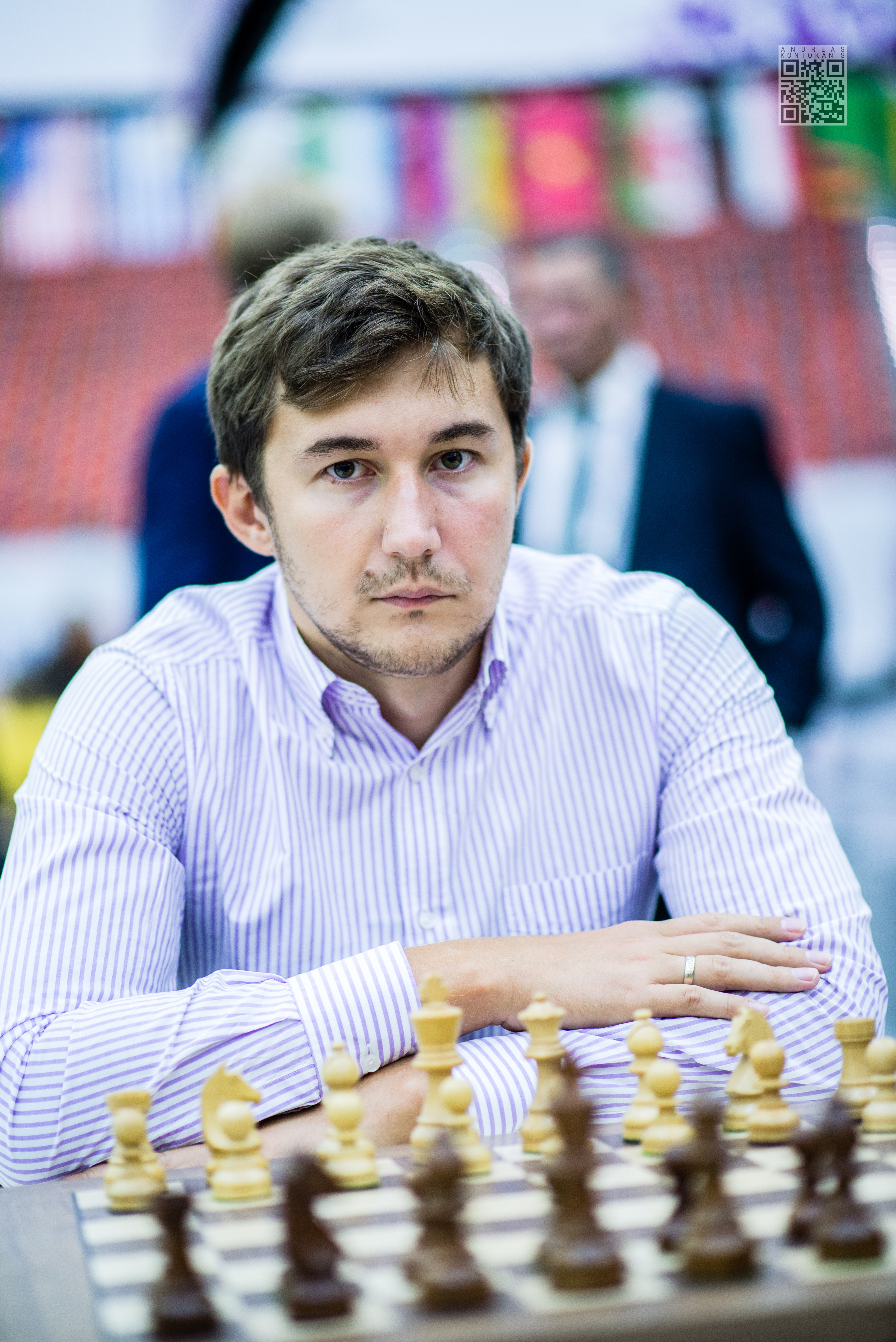
Sergej Karjakin

Sergej Alexandrovič Karjakin (rusky Сергей Александрович Карякин, ukrajinsky Сергій Олександрович Карякін; * 12. ledna 1990, Simferopol, Sovětský svaz) je ruský šachista. Pochází z Krymu. Roku 2002 se stal ve věku 12 let a 7 měsíců nejmladším velmistrem v historii. Tento rekord roku 2021 zlomil Abhimanyu Mishra.

## Šachová dráha

### První velké úspěchy
V roce 2009 vyhrál turnaj Corus Chess Tournament ve Wijk aan Zee s 8 body z 13 partií a půlbodovým náskokem před pronásledovateli.
K prosinci 2014 měl Karjakin 2773 FIDE ELO (bodů), což ho řadilo na 8. místo světového žebříčku.
V roce 2015 zvítězil ve Světovém poháru, když ve finále porazil svého krajana Pjotra Svidlera. Účastí ve finále si zajistil pozvánku do Turnaje kandidátů 2016 a tím i šanci střetnout se o titul se stávajícím šachovým mistrem světa.

### Vítěz Turnaje kandidátů 2016
Na Turnaj kandidátů 2016, který se konal v březnu 2016 v Moskvě, se Karjakin připravoval v Dubaji společně se čtyřmi dalšími šachovými velmistry. Jedním z nich byl Šachrijar Mamedjarov, který jej pobídl k větší odvaze při obětích figur. Byly to právě oběti pěšce a věže, které Karjakinovi přinesly rozhodující výhru nad americko-italským velmistrem Fabianem Caruanou, což mu zajistilo vítězství v celém turnaji. Jako prémii za vítězství v moskevském turnaji obdržel Karjakin 95 000 eur a právo jeden měsíc používat zdarma automobil značky BMW i8.

### Zápas o titul mistra světa s Magnusem Carlsenem
Karjakin se tak stal vyzyvatelem norského mistra světa Magnuse Carlsena. Zápas mezi těmito dvěma přibližně stejně starými velmistry se konal v New Yorku v listopadu 2016. Prvních sedm partií skončilo remízou, osmou partii vyhrál překvapivě Karjakin. O dvě hry později Carlsen vyrovnal a remízový stav po dvanácté partii znamenal prodloužení zápasu o čtyři partie rapid šachu. Prodloužení vyhrál Magnus Carlsen 3 : 1 a obhájil tak titul mistra světa z roku 2013, který získal nad Indem Višvanáthanem Ánandem.

### MS v rapid šachu a bleskovém šachu 2016
Na konci roku (25. až 30. 12.) se Karjakin zúčastnil mistrovství světa v rapid šachu a bleskovém šachu, které se konalo v katarském Dauhá. V rapidové části, hrané na 15 min celkového času a 10s/tah, byl nasazen jako číslo 4, přitom však byl považován za velkého favorita. Hrál ale hluboko pod svými možnostmi a skončil až na 19. místě s výsledkem 9/15 (+6 =6 -3). V bleskové části, hrané na 5 minut na partii, si však spravil chuť a výsledkem 16,5/21 (+13 =7 -1) se mu podařilo získat titul mistra světa v tomto šachovém tempu.. Vyšvihl se také na 2. místo světového žebříčku a oplatil hořkou porážku z New Yorku Carlsenovi, který za ním se stejným bodovým ziskem zaostal díky jejich vzájemnému zápasu, jenž Karjakin jasně vyhrál.

### 2021
V roce 2021 se dostal do finále turnaje Chess World Cup, čímž se kvalifikoval do nadcházejího Turnaje kandidátů. Druhým finalistou (a kvalifikantem) byl polský velmistr Jan-Krzysztof Duda, jenž Karjakina ve finále Chess World Cupu porazil.

## Podpora ruské invaze na Ukrajinu
Bezprostředně po začátku války na území Ukrajiny v důsledku invaze ruských vojsk vystoupil Karjakin dne 27. února 2022 s prohlášením, ve kterém otevřeně vyjádřil podporu ruskému prezidentu Vladimiru Putinovi. Podle jeho tvrzení se Putin rozhodl bojovat za bezpečnost mírumilovného ruského obyvatelstva Donbasu a Luhanské lidové republiky i za demilitarizaci a denacifikaci Ukrajiny. Zároveň vyslovil Karjakin přání, aby statečná ruská armáda v brzké době splnila všechny úkoly, které jí byly uloženy. 21. března 2022 udělila Etická a disciplinární komise Mezinárodní šachové federace (FIDE) Karjakinovi v návaznosti na jeho vystupování na sociálních sítích za „poškozování dobrého jména šachového sportu a federace“ zákaz startu na všech turnajích v gesci FIDE na šest měsíců. To pro něho znamenalo mimo jiné vyloučení z Turnaje kandidátů. Jeho náhradníkem se stal Číňan Ding Liren, který posléze obsadil na turnaji celkově druhou příčku. Karjakin byl již dříve vyloučen rovněž z okruhu Grand Chess Tour, pod nějž padají renomované turnaje Norway Chess nebo Sinquefield Cup, a nesmí se účastnit ani on-line turnajů Titled Tuesday v bleskovém šachu na platformě Chess.com, které jako přípravu využívá většina nejsilnějších světových šachistů s výjimkou Magnuse Carlsena.